# Ipojuca Atlético Clube
O Ipojuca Atlético Clube, mais conhecido apenas como Ipojuca, é um clube brasileiro fundado em 30 de março de 2006, com sede na cidade homônima, na Região Metropolitana do Recife, no estado de Pernambuco. O clube manda as suas partidas no Estádio Municipal Doutor Antônio Dourado Neto, mais conhecido como Antônio Dourado.
O clube não tem muita tradição no cenário futebolístico pernambucano, tendo lampejos na segunda divisão pernambucana, teve duas participações na Copa Pernambuco de Futebol, em 2007 e 2008. A equipe do Ipojuca ganhou notoriedade após dois jogos treino, um contra o Santa Cruz onde o Ipojuca venceu por 1 a 0, com um gol de pênalti marcado por Jailton em 2009 e o outro, contra o Sport em 2012, em plena Ilha do Retiro, a equipe do Ipojuca que se preparava para a disputa da Série A2 do Pernambucano, venceu o Sport que na época disputava a Série A do Brasileiro pelo placar de 3 a 2, depois de estar perdendo o jogo pelo placar de 2 a 0, conseguiu uma surpreendente virada de 3 a 2.

## Estatísticas

### Participações
|  | Participações em 2025 |

Competições oficiais
Em 2025, o Ipojuca disputa a Série A2 do Campeonato Pernambucano, competição que dá ao campeão vaga na Série A1 do Estadual em 2026.
| Competição | Competição      | Temporadas | Melhor campanha     | Estreia | Última | P | R |
| Pernambuco | Série A2        | 7          | 5º lugar (2024)     | 2012    | 2025   | – | 1 |
| Pernambuco | Série A3        | 1          | Vice-campeão (2023) | 2023    | 2023   | 1 |   |
| Pernambuco | Copa Pernambuco | 2          | Segunda fase (2008) | 2007    | 2008   |   |   |

### Campanhas de destaque
| Ipojuca Atlético Clube             | Ipojuca Atlético Clube | Ipojuca Atlético Clube | Ipojuca Atlético Clube | Ipojuca Atlético Clube |
| Torneio                            | Campeão                | Vice-campeão           | Terceiro colocado      | Quarto colocado        |
| ---------------------------------- | ---------------------- | ---------------------- | ---------------------- | ---------------------- |
| Campeonato Pernambucano - Série A2 | —                      | —                      | —                      | —                      |
| Campeonato Pernambucano - Série A3 | 0 (não possui)         | 1 (2023)               | 0 (não possui)         | 0 (não possui)         |
| Copa Pernambuco                    | —                      | —                      | —                      | —                      |

## Outras equipes

### Futebol Feminino
Em contraparte, no futebol feminino do Ipojuca teve uma ascensão meteórica.  Em seu segundo ano disputando o estadual feminino, alcançou o terceiro lugar da competição ao bater o Centro Limoeirense, por 3 a 0. Em seu quanto ano no estadual, veio a consagração da equipe. Em 2024, o Ipojuca fez a  melhor campanha de sua história no estadual, somando 5  vitórias, 3 empates e 3 derrotas, com um aproveitamento de 54% e decidindo o título estadual contra as leoas da ilha. O Ipojuca enfrentou o Sport no domingo, dia 17 de novembro, às 15h, na Arena de Pernambuco, em São Lourenço da Mata. O time rubro-negro buscava o tricampeonato, enquanto o Lobo-Guará tentava seu primeiro título na história da competição. O leão da ilha terminou a primeira fase com 100% de aproveitamento, vencendo todos os jogos até a segunda fase. Com o feito, o Ipojuca conquistou a vaga para disputar suas primeira competição de âmbito nacional, a Série A3 do Brasileirão Feminino em 2025 e com o retorno da Copa do Brasil Feminina em 2025, as Lobas guará irão disputar sua segunda competição nacional.

### Participações
|  | Participações em 2025 |

Competições oficiais
| Competição | Competição                       | Temporadas | Melhor campanha     | Estreia | Última | P | R |
| Pernambuco | Campeonato Pernambucano Feminino | 5          | Vice-campeão (2024) | 2016    | 2025   |   |   |
| Brasil     | Brasileirão Feminino - Série A3  | 1          | 12º colocado (2025) | 2025    | 2025   | – |   |
| Brasil     | Copa do Brasil Feminina          | 1          | Segunda fase (2025) | 2025    | 2025   |   |   |

### Campanhas de destaque
| Ipojuca Atlético Clube           | Ipojuca Atlético Clube | Ipojuca Atlético Clube | Ipojuca Atlético Clube | Ipojuca Atlético Clube |
| Torneio                          | Campeão                | Vice-campeão           | Terceiro colocado      | Quarto colocado        |
| -------------------------------- | ---------------------- | ---------------------- | ---------------------- | ---------------------- |
| Brasileirão Feminino - Série A3  | —                      | —                      | —                      | —                      |
| Copa do Brasil Feminina          | —                      | —                      | —                      | —                      |
| Campeonato Pernambucano Feminino | 0 (não possui)         | 1 (2024)               | 1 (2018)               | 0 (não possui)         |